# 神田南通
神田南通（かんだみなみどおり）は、兵庫県尼崎市にある町丁。1丁目から6丁目まである。郵便番号は660-0885。

## 地理
東は庄下川を挟んで神田中通に接する。西は崇徳院に接する。北は神田中通、南は建家町、西本町、北竹谷町と接する。

## 交通
当町には鉄道、バス共に走っていない。

## 校区[3]
| 丁目 | 小学校     | 中学校     |
| ---- | ---------- | ---------- |
| 1    | 竹谷小学校 | 中央中学校 |
| 2    | 竹谷小学校 | 中央中学校 |
| 3    | 竹谷小学校 | 中央中学校 |
| 4    | 竹谷小学校 | 中央中学校 |
| 5    | 竹谷小学校 | 中央中学校 |
| 6    | 竹谷小学校 | 中央中学校 |

## 施設

### 3丁目
- セブンイレブン尼崎神田南通3丁目店

### 4丁目
- 北竹谷公園

### 6丁目
セブンイレブン尼崎神田南通6丁目店